# Aristeo il Vecchio
Aristeo il Vecchio (in greco: ᾿Αριστεύς) (370 a.C. – 300 a.C.) è stato un matematico greco antico.

## Vita
I suoi studi si concentrarono sulle sezioni coniche. Anche se probabilmente più vecchio, fu contemporaneo di Euclide. Non sappiamo nulla della sua vita eccetto il fatto che il matematico Pappo di Alessandria si riferiva a lui chiamandolo Aristeo il Vecchio, la qual cosa significa che, presumibilmente, Pappo doveva essere a conoscenza dell'esistenza di un altro matematico chiamato Aristeo.

## Opere
Pappo diede grande credito ad Aristeo per un suo lavoro intitolato Cinque libri riguardanti i luoghi solidi, andato perduto. Inoltre, Aristeo potrebbe essere l'autore dell'opera Riguardo al confronto dei cinque solidi regolari, anch'essa perduta, che conosciamo grazie a un riferimento del matematico greco Ipsicle.